# Analisoma
Analisoma är ett fågelsläkte i familjen gråfåglar inom ordningen tättingar. Släktet omfattar tre arter som förekommer dels i Filippinerna, dels på Nya Kaledonien:
- Nyakaledoniengråfågel (A. analis)
- Luzongråfågel (A. coerulescens)
- Vitvingad gråfågel (A. ostenta)

Tidigare inkluderades släktet i Coracina, men genetiska studier visar att Coracina i vidare bemärkelse är parafyletiskt i förhållande till Lalage och Campephaga. Dock inkluderas ofta Analisoma i släktet Edolisoma av flera auktoriteter.